# Spaniacma
Spaniacma é um gênero de traça pertencente à família Oecophoridae.

## Espécies
- Spaniacma argyraspis
- Spaniacma bacchias